# Salva cremasco
Le salva cremasco est un fromage italien fabriqué en Lombardie. Il s'agit d'un fromage à pâte molle et à croûte lavée, au lait de vache cru et entier, proche du quartirolo Lombardo. Il bénéficie d'une appellation d'origine protégée depuis 2011.

## Description
Le salva cremasco se présente sous forme de pavés carrés avec deux formats possibles : petits et grands. Les petits font entre 12 cm et 13 cm de côté et pèsent entre 1,3 kg et 1,9 kg; les grands font entre 17 cm et 19 cm de côté et pèsent entre 3 kg et 5 kg. L'épaisseur des fromages est comprise entre 9 cm et 15 cm pour les deux formats. La croûte est fine, lisse, parfois légèrement fleurie. La pâte est blanche ou jaune paille, de consistance compacte et friable voire un peu farineuse, plus molle proche de la croûte. Elle peut présenter quelques ouvertures irrégulières. Le goût est intense et fruité, plus prononcé lorsque l'affinage est plus avancé.
Le salva cremasco a une teneur en matière grasse d'environ 30%, une teneur en protéines d'environ 23% et une teneur en sel de 2%. Il ne contient pas de glucide.

## Fabrication
Le salva cremasco est fabriqué à partir de lait entier cru provenant de vaches de race frisonne italienne ou brune alpine, élevées dans les provinces de Bergame, Brescia, Crémone, Lecco, Lodi ou Milan, en Lombardie.
La fabrication du fromage commence par le caillage du lait, effectué par ajout de présure de veau à une température de 36°C. Le caillé obtenu est ensuite laissé reposer un peu plus d'un quart d'heure avant d'être découpé jusqu'à obtenir des morceaux de la taille d'une noisette. Il est alors moulé et gardé entre 21°C et 29°C durant 8 à 16 heures puis mis à affiner. Pour l'affinage, les fromages sont posés sur des planches en bois, dans une atmosphère ayant une humidité allant de 80% à 90% et à une température entre 2°C et 8°C. Ils sont régulièrement lavés ou frottés avec de la saumure. L'affinage dure au minimum 75 jours.

## Origine du nom
Le mot salva vient de salvare, qui en italien signifie sauver. En effet, ce fromage était à l'origine fabriqué pour ne pas laisser perdre l'excès de lait issu des traites de la fin du printemps et de l'été, lorsque les vaches produisent le plus. Le mot cremasco signifie crémeux, en référence à la pâte molle du fromage.

## Utilisation
Le salva cremasco est souvent associé à des tighe, c'est-à-dire des petits poivrons verts conservés dans du vinaigre, populaires en Lombardie. Ce plat, appelé tighe al salva cremasco est typique de la cuisine lombarde. Le salva cremasco est utilisé dans de nombreuses autres recettes salées, par exemple dans des plats de pâtes, risottos ou salade, mais aussi dans quelques recettes sucrées telles que des tartes aux pommes. Il se consomme aussi tel quel, en tant que fromage de table.